# Ənvər Əlixanov
Ənvər Nəzər oğlu Əlixanov (Anwar (Enwer) Nasarowitsch Alichanow; * 17. Apriljul. / 30. April 1917greg. in Baku, Russisches Kaiserreich, heute: Aserbaidschan; † 31. Juli 1992) war ein sowjetischer kommunistischer Politiker in der Aserbaidschanischen Sozialistische Sowjetrepublik, der unter anderem zwischen 1961 und 1970 Ministerpräsident der Aserbaidschanischen SSR war.

## Leben
Ənvər Nəzər oğlu Əlixanov, der aus einer Arbeiterfamilie stammte, absolvierte ein Studium an der Aserbaidschanischen Staatlichen Öl- und Industrie-Universität und schloss dieses 1941 ab. Er erwarb dort einen Doktor der Geologie und Mineralogie und war während des Zweiten Weltkrieges von 1941 bis 1945 Stabschef einer Artilleriedivision an der Krim- und an der Nordkaukasusfront sowie im Anschluss zwischen 1942 und 1945 leitender Geologe auf einem Ölfeld. Er wurde 1943 Mitglied der Kommunistische Partei der Sowjetunion (KPdSU), fungierte von 1945 bis 1951 als Verantwortlicher für die Parteiarbeit und war zwischen 1948 und 1950 Erster Sekretär eines Bezirkskomitees der Kommunistischen Partei Aserbaidschans. Nachdem er von 1954 bis 1955 Stellvertretender Minister für Ölindustrie war, fungierte er zwischen 1955 und dem 30. August 1958 als Erster stellvertretender Minister für Ölindustrie. Im Anschluss übernahm er am 30. August 1958 von Süleyman Vəzirov selbst den Posten als Minister für Ölindustrie und bekleidete dieses Amt bis zur Auflösung des Ministeriums am 31. Juli 1959.
Im Anschluss war Əlixanov von 1959 bis 1961 Sekretär des Zentralkomitees der Kommunistischen Partei Aserbaidschans, deren Erster Sekretär Vəli Axundov war. Für seine Beteiligung an der umfassenden Erschließung der Offshore-Ölfelder in der Aserbaidschanischen SSR erhielt er 1961 den Leninpreis. Als Nachfolger von Məmməd İsgəndərov übernahm er am 29. Dezember 1961 das Amt des Ministerpräsidenten (Vorsitzender des Ministerrates). Dieses bekleidete er bis zum 10. April 1970, woraufhin Əli İbrahimov neuer Vorsitzender des Ministerrates wurde. Als Vorsitzender des Ministerrates dieser Unionsrepublik gehörte er entsprechend Artikel 70 der Verfassung der Sowjetunion auch dem Ministerrat der UdSSR an. Er war zudem von 1962 bis 1970 in der sechsten und siebten Legislaturperiode Deputierter des Obersten Sowjets der UdSSR. Auf dem XXIII. Parteitag (29. März–8. April 1966) wurde er des Weiteren zum Kandidaten des Zentralkomitees (ZK) der KPdSU gewählt.
Für seine Verdienste wurde er unter anderem zwei Mal mit dem Leninorden, dem Orden des Vaterländischen Krieges II. Klasse, dem Orden des Roten Banners der Arbeit und der Medaille „20. Jahrestag des Sieges im Großen Vaterländischen Krieg 1941–1945“ ausgezeichnet.

## Hintergrundliteratur
- Tadeusz Swietochowski, Brian C. Collins: Historical dictionary of Azerbaijan, Scarecrow Press, Inc., Lanham 1999, S. 70, ISBN 0-8108-3550-9
- Bernard A. Cook: Europe since 1945. An encyclopedia, Band 1, Garland Publishing Inc., New York 2001, S. 70, ISBN 0-8153-4057-5